# NES Open Tournament Golf
NES Open Tournament Golf (en Japón, Mario's Open Golf) es un videojuego de golf desarrollado por Nintendo R&D2 y publicado por Nintendo en 1991 para la Nintendo Entertainment System. Este es el segundo juego de golf desarrollado por Nintendo para la NES. El primero fue Golf. Además, hay que reseñar que en Japón también se comercializaron para la Famicom Disk System otros dos juegos de golf en 1987, llamados Golf (Japan Curse) y Golf (U.S. Curse).
Existen algunas diferencias entre Mario's Open Golf y NES Open Tournament Golf, donde se muestran gráficos idénticos, controles y campos muy similares, etcétera, pero donde también hay cambios, como son que la versión japonesa cuenta con cinco torneos, mientras que este solo tiene tres, aparte de incluir una música diferente, más dificultad, más obstáculos, etc.

## Mangas
Mario Open Golf fue uno de los videojuegos basado en el manga titulado Cyber Boy', por Nagai Noriaki, publicado por Coro Coro Comic y Shogakukan, de 1991 a 1993.
- Datos: Q912286